# イーサン・ケイニン
イーサン・ケイニン（Ethan Canin1960年7月19日 - ）は、アメリカミシガン州アナーバー生まれの小説家。
スタンフォード大学を卒業後、ハーヴァード大学医学部で医学博士号を取得。作家であると同時に医者でもある。
『宮殿泥棒』に収録されている表題作「宮殿泥棒」は、2002年に『卒業の朝』として映画化された。

## 日本語訳作品
- エンペラー・オブ・ジ・エア（Emperor of the Air 1985）文藝春秋、1989年、柴田元幸訳
- あの夏、ブルーリヴァーで（Blue River 1992）文藝春秋、1996年、雨沢泰訳
- 宮殿泥棒（The Palace Thief 1994）文藝春秋、1997年、柴田元幸訳、のち文庫